# (55733) Lepsius
(55733) Lepsius ist ein Asteroid des Hauptgürtels, der am 27. November 1986 vom deutschen Astronomen Freimut Börngen an der Thüringer Landessternwarte Tautenburg entdeckt wurde.
Benannt wurde er am 6. August 2003 zu Ehren des deutschen Ägyptologen, Sprachforschers und Bibliothekars Karl Richard Lepsius (1810–1884), dem Planer des ägyptischen Museums in Berlin und Begründer des Fachgebiets Ägyptologie im deutschsprachigen Raum.
Der Asteroid gehört zur Eos-Familie, einer Gruppe von Asteroiden, welche typischerweise große Halbachsen von 2,95 bis 3,1 AE aufweisen, nach innen begrenzt von der Kirkwoodlücke der 7:3-Resonanz mit Jupiter, sowie Bahnneigungen zwischen 8° und 12°. Die Gruppe ist nach dem Asteroiden (221) Eos benannt. Es wird vermutet, dass die Familie vor mehr als einer Milliarde Jahren durch eine Kollision entstanden ist.